# Black Market Reloaded
Black Market Reloaded era un lloc web de Tor amagat en un domini .onion que venia drogues il·legals i altres béns il·legals, com ara targetes de crèdit robades i armes de foc. La seva popularitat va augmentar espectacularment després del tancament de Silk Road, el seu principal competidor. A finals de novembre de 2013, el propietari de Black Market Reloaded va anunciar que el lloc web quedaria fora de línia a causa d'una afluència incontrolable de nous clients després de l'enfonsament de Sheep Marketplace i Silk Road.